# كوبا أمريكا 2019
كوبا أمريكا 2019 كانت النسخة السادسة والأربعين من كوبا أمريكا، بطولة كرة القدم الدولية للرجال التي تنظمها الهيئة الحاكمة لكرة القدم في أمريكا الجنوبية كونميبول. عقدت في البرازيل بين 14 يونيو إلى 7 يوليو 2019 في 6 أماكن في شتى أنحاء البلاد. تعد تشيلي حاملة اللقب مرتين، حيث فازت في نسختي 2015 و‍2016 من البطولة، ولكن أقصيت من قبل بيرو في الدور نصف النهائي.
وفازت البرازيل بلقبها التاسع بهزيمة بيرو 3–1 في المباراة النهائية. واحتلت الأرجنتين المركز الثالث بفوزها على تشيلي 2–1 في مباراة المركز الثالث.

## البلد المضيف
في الأصل، كان من المقرر أن تستضيف تشيلي منافسات كوبا أمريكا 2019، في حين كان من المقرر أن تستضيف البرازيل منافسات كوبا أمريكا 2015، وذلك بسبب سياسة التناوب التي ينتهجها اتحاد أمريكا الجنوبية لكرة القدم في البطولات التي تقام حسب الترتيب الأبجدي. ومع ذلك، وبسبب تنظيم كأس القارات 2013، وكأس العالم 2014، و دورة الألعاب الأولمبية الصيفية 2016 في البرازيل، قررت البرازيل عدم استضافة منافسات كوبا أمريكا 2015. ناقش الاتحاد البرازيلي والتشيلي فكرة التبديل حول ترتيب استضافة بطولتي 2015 و2019. وتمت الموافقة على هذا الاتفاق من قبل اتحاد أمريكا الجنوبية لكرة القدم في عام 2012.
كانت كوبا أمريكا 2019 هي النسخة النهائية التي ستلعب في السنوات الفردية ومع 12 فريقاً. فابتداءاً من عام 2020، سوف تعقد البطولة في نفس وقت بطولة أمم أوروبا وستتكون من 16 فريقاً.

## الملاعب
في 14 يونيو 2018، أعلن نائب رئيس الاتحاد البرازيلي فرناندو سارني أن خمس مدن ستستضيف البطولة: سالفادور، ريو دي جانيرو، ساو باولو، بيلو هوريزونتي وبورتو أليغري. تم تحديد قائمة الملاعب في 17 سبتمبر 2018.
أقيمت المباراة الافتتاحية في ملعب مورومبي في ساو باولو، وسيقام الدور نصف النهائي في ملعب غريميو في بورتو أليغري وملعب مينيراو في بيلو هوريزونتي، وستقام المباراة النهائية في ملعب ماراكانا في ريو دي جانيرو. في 23 نوفمبر 2018، أعلنت كونميبول أنه سيتم تغيير مكان ساو باولو الثاني من أليانز باركي إلى أرينا كورينثيانز.
| ملعب ماراكانا  | ملعب مورومبي  | أرينا كورينثيانز |
| السعة: 74،738  | السعة: 67،428 | السعة: 49،205    |
|                |               |                  |
| بيلو هوريزونتي | بورتو أليغري  | سالفادور         |
| ملعب مينيراو   | ملعب غريميو   | أرينا فونتي نوفا |
| السعة: 58،170  | السعة: 55،662 | السعة: 51،900    |
|                |               |                  |

## المنتخبات
بصرف النظر عن جميع الفرق الوطنية العشرة للكونميبول المؤهلة للدخول، خطط كونميبول في البداية لعقد بطولة تضم 16 فريقاً من خلال دعوة ستة فرق من خارج كونميبول. في 16 مارس 2018، أعلنت كونميبول عن دعوة ثلاثة فرق من كونكاكاف وثلاثة فرق من الاتحاد الآسيوي لكرة القدم للمشاركة في كوبا أمريكا 2019. في 12 أبريل 2018، أعلن أن قطر، الدولة المضيفة لكأس العالم لكرة القدم 2022، قبلت الدعوة للمشاركة في البطولة. وفي 4 مايو 2018، أعلنت كونميبول أن البطولة ستلعب بدلاً من ذلك مع 12 فريقاً، وهو نفس العدد الذي كان عليه في الطبعات السابقة منذ عام 1993 (باستثناء كوبا أمريكا المئوية في عام 2016)، وكان الفريقان الضيفان هما قطر واليابان من الاتحاد الآسيوي لكرة القدم. تمكن الفريقان من الوصول إلى نهائي كأس آسيا 2019 التي أقيمت في دولة الإمارات العربية المتحدة والتي فازت بها قطر.
ستظهر قطر لأول مرة في كوبا أمريكا لتصبح أول دولة عربية تلعب في البطولة، في حين ستلعب اليابان للمرة الثانية، لأول مرة منذ عام 1999. وسيكون هذا أيضاً أول كوبا أمريكا لا يضم أي فريق من الكونكاكاف منذ دعوة الفرق؛ وعلى وجه الخصوص، المكسيك، التي تنافست في جميع الدورات العشر منذ عام 1993 كفريق مدعو، لن تشارك في هذه البطولة. تنافست الولايات المتحدة في أربع بطولات، بما في ذلك حدث 2016 كمضيف.
- الأرجنتين
- بوليفيا
- البرازيل (المضيف)
- تشيلي (حامل اللقب)
- كولومبيا
- الإكوادور
- اليابان (الفريق المدعو)
- باراغواي
- بيرو
- قطر (الفريق المدعو)
- الأوروغواي
- فنزويلا

## القرعة
جرت قرعة البطولة في 24 يناير 2019، الساعة 20:30 بتوقيت البرازيل الصيفي (ت ع م-2)، في مدينة الفنون في ريو دي جانيرو، البرازيل. تم سحب 12 فريقًا إلى ثلاث مجموعات من أربع، عن طريق اختيار فريق واحد من كل من الأواني الأربعة المرتبة.
في اجتماع مجلس كونميبول الذي عقد في 23 نوفمبر 2018، تقرر أن ترتيب فيفا سيكون الأساس لتحديد التصنيفات وتوزيع بقية الفرق في الأواني من القرعة. سيكون هذا القرار صالحًا أيضًا للنسخ المستقبلية لكوبا أمريكا.
وبالنسبة للقرعة، تم تخصيص الفرق لأربعة أوعية بناءً على ترتيب فيفا العالمي لشهر ديسمبر 2018 (كما هو موضح بين قوسين). وعاء 1 يحتوي على المضيفة البرازيل (التي تم تعيينها تلقائيًا إلى المركز A1) وأفضل فريقين، وعاء 2 يحتوي على أفضل ثلاثة فرق قادمة، وهلم جرا للأواني 3 و4. سيتم تعيين الفرق من وعاء 1 إلى الموقع 1 في مجموعتها، في حين سيتم سحب الفرق من الأواني 2 و3 و4 إلى واحدة من المواقع 2 أو 3 أو 4 في مجموعتها. الفريقين الضيوف، اليابان وقطر، التي تم زرعها في الأواني المختلفة، لا يمكن الجمع بينهم في نفس المجموعة.
| وعاء 1                                                  | وعاء 2                                 | وعاء 3                                      | وعاء 4                                   |
| ------------------------------------------------------- | -------------------------------------- | ------------------------------------------- | ---------------------------------------- |
| البرازيل (3) (المضيف) · الأوروغواي (7) · الأرجنتين (11) | كولومبيا (12) · تشيلي (13) · بيرو (20) | فنزويلا (31) · باراغواي (32) · اليابان (50) | الإكوادور (57) · بوليفيا (59) · قطر (93) |

## المسؤولين عن المباريات
تم تعيين ما مجموعه 23 حكماً و23 حكماً مساعداً للبطولة في 21 مارس 2019.
| الاتحاد   | الحكام                                         | الحكام المساعدون                                   |
| --------- | ---------------------------------------------- | -------------------------------------------------- |
| الأرجنتين | نيستور بيتانا فرناندو راباليني باتريسيو لوستاو | هرنان مايدانا خوان بابلو بيلاتي إيزيكيل برايلوفسكي |
| بوليفيا   | غيري فارغاس                                    | خوسيه أنتيلو إدوار سافيدرا                         |
| البرازيل  | ويلتون سامبايو رافائيل كلاوس أندرسون دارونكو   | رودريغو كوريا مارسيلو فان غاسي كليبر غيل           |
| تشيلي     | روبرتو توبار خوليو باسكونيان بييرو مازا        | كريستيان شيمان كلاوديو ريوس                        |
| كولومبيا  | ويلمار رولدان أندريس روخاس نيكولاس غالو        | ألكسندر غوزمان ويلمار نافارو جون ألكسندر ليون      |
| الإكوادور | رودي زامبرانو كارلوس أروبي                     | كريستيان ليسكانو بايرون روميرو                     |
| باراغواي  | ماريو دياز دي فيفار أرنالدو سامانييغو          | إدواردو كاردوزو داريو غاونا                        |
| بيرو      | دييغو هارو فيكتور هوغو كاريو                   | جوني بوسيو فيكتور رايز                             |
| أوروغواي  | إستيبان أوستوخيتش ليودان غونزاليس              | نيكولاس تاران ريتشارد ترينيداد                     |
| فنزويلا   | أليكسيس هيريرا خيسوس فالنزويلا                 | كارلوس لوبيز لويس موريو                            |

## الفرق
يجب على كل فريق تقديم قائمة تضم 23 لاعبًا (يجب أن يكون 3 من حراس المرمى).

## مرحلة المجموعات
تم الإعلان عن الجدول الزمني للمباريات في 18 ديسمبر 2018. تقدم الفائزون والوصيفون في كل مجموعة وأفضل فريقين في المركز الثالث بين كل المجموعات إلى الدور ربع النهائي.
جميع الأوقات محلية، بتوقيت برازيليا (ت ع م–3).

### قواعد الترجيح
يتم تحديد ترتيب الفرق في مرحلة المجموعات على النحو التالي:
1. النقاط التي تم الحصول عليها في جميع مباريات المجموعة (ثلاث نقاط للفوز، واحدة للتعادل، لا شيء لهزيمة)؛
2. فارق الأهداف في جميع مباريات المجموعة؛
3. عدد الأهداف المسجلة في جميع مباريات المجموعات؛
4. النقاط التي تم الحصول عليها في المباريات التي لعبت بين الفرق المعنية؛
5. فارق الأهداف في المباريات التي لعبت بين الفرق المعنية؛
6. عدد الأهداف المسجلة في المباريات التي لعبت بين الفرق المعنية؛
7. نقاط اللعب النظيف في جميع مباريات المجموعة (يمكن تطبيق خصم واحد فقط على لاعب في مباراة واحدة):   - البطاقة الصفراء: −1 نقطة؛
  - البطاقة الحمراء غير المباشرة (البطاقة الصفراء الثانية): −3 نقاط؛
  - البطاقة الحمراء المباشرة: −4 نقاط؛
  - البطاقة الصفراء والبطاقة الحمراء المباشرة: −5 نقاط؛
8. سحب القرعة.

### المجموعة ألف
| م | الفريق       | لعب | ف | ت | خ | أ.له | أ.ع | أ.ف | نقاط | التأهل                      |
| - | ------------ | --- | - | - | - | ---- | --- | --- | ---- | --------------------------- |
| 1 | البرازيل (H) | 3   | 2 | 1 | 0 | 8    | 0   | +8  | 7    | تقدم إلى مرحلة خروج المغلوب |
| 2 | فنزويلا      | 3   | 1 | 2 | 0 | 3    | 1   | +2  | 5    | تقدم إلى مرحلة خروج المغلوب |
| 3 | بيرو         | 3   | 1 | 1 | 1 | 3    | 6   | −3  | 4    | تقدم إلى مرحلة خروج المغلوب |
| 4 | بوليفيا      | 3   | 0 | 0 | 3 | 2    | 9   | −7  | 0    |                             |

| البرازيل                                | 3–0   | بوليفيا |
| --------------------------------------- | ----- | ------- |
| - كوتينيو 50' (ركل.)، 53' - إيفرتون 85' | تقرير |         |

| فنزويلا | 0–0   | بيرو |
| ------- | ----- | ---- |
|         | تقرير |      |

| بوليفيا              | 1–3   | بيرو                                     |
| -------------------- | ----- | ---------------------------------------- |
| - مارتينز 28' (ركل.) | تقرير | - غيريرو 45' - فارفان 55' - فلوريس 90+5' |

| البرازيل | 0–0   | فنزويلا |
| -------- | ----- | ------- |
|          | تقرير |         |

| بيرو | 0–5   | البرازيل                                                                 |
| ---- | ----- | ------------------------------------------------------------------------ |
|      | تقرير | - كاسيميرو 12' - فيرمينو 19' - إيفرتون 32' - داني ألفيس 53' - ويليان 90' |

| بوليفيا          | 1–3   | فنزويلا                         |
| ---------------- | ----- | ------------------------------- |
| - خوستينيانو 82' | تقرير | - ماتشيس 2'، 55' - مارتينيز 86' |

### المجموعة باء
| م | الفريق    | لعب | ف | ت | خ | أ.له | أ.ع | أ.ف | نقاط | التأهل                      |
| - | --------- | --- | - | - | - | ---- | --- | --- | ---- | --------------------------- |
| 1 | كولومبيا  | 3   | 3 | 0 | 0 | 4    | 0   | +4  | 9    | تقدم إلى مرحلة خروج المغلوب |
| 2 | الأرجنتين | 3   | 1 | 1 | 1 | 3    | 3   | 0   | 4    | تقدم إلى مرحلة خروج المغلوب |
| 3 | باراغواي  | 3   | 0 | 2 | 1 | 3    | 4   | −1  | 2    | تقدم إلى مرحلة خروج المغلوب |
| 4 | قطر       | 3   | 0 | 1 | 2 | 2    | 5   | −3  | 1    |                             |

| الأرجنتين | 0–2   | كولومبيا                       |
| --------- | ----- | ------------------------------ |
|           | تقرير | - مارتينيز 71' - د. زاباتا 86' |

| باراغواي                           | 2–2   | قطر                             |
| ---------------------------------- | ----- | ------------------------------- |
| - كاردوزو 4' (ركل.) - غونزاليز 56' | تقرير | - علي 68' - ر. روخاس 77' (ه.ذ.) |

| كولومبيا        | 1–0   | قطر |
| --------------- | ----- | --- |
| - د. زاباتا 85' | تقرير |     |

| الأرجنتين         | 1–1   | باراغواي     |
| ----------------- | ----- | ------------ |
| - ميسي 57' (ركل.) | تقرير | - سانشيز 36' |

| قطر | 0–2   | الأرجنتين                  |
| --- | ----- | -------------------------- |
|     | تقرير | - مارتينيز 4' - أغويرو 82' |

| كولومبيا     | 1–0   | باراغواي |
| ------------ | ----- | -------- |
| - كوييار 31' | تقرير |          |

### المجموعة جيم
| م | الفريق     | لعب | ف | ت | خ | أ.له | أ.ع | أ.ف | نقاط | التأهل                      |
| - | ---------- | --- | - | - | - | ---- | --- | --- | ---- | --------------------------- |
| 1 | الأوروغواي | 3   | 2 | 1 | 0 | 7    | 2   | +5  | 7    | تقدم إلى مرحلة خروج المغلوب |
| 2 | تشيلي      | 3   | 2 | 0 | 1 | 6    | 2   | +4  | 6    | تقدم إلى مرحلة خروج المغلوب |
| 3 | اليابان    | 3   | 0 | 2 | 1 | 3    | 7   | −4  | 2    |                             |
| 4 | الإكوادور  | 3   | 0 | 1 | 2 | 2    | 7   | −5  | 1    |                             |

| الأوروغواي                                              | 4–0   | الإكوادور |
| ------------------------------------------------------- | ----- | --------- |
| - لوديرو 6' - كافاني 33' - سواريز 44' - مينا 78' (ه.ذ.) | تقرير |           |

| اليابان | 0–4   | تشيلي                                       |
| ------- | ----- | ------------------------------------------- |
|         | تقرير | - بولغار 41' - فارغاس 54'، 83' - سانشيز 82' |

| الأوروغواي                        | 2–2   | اليابان           |
| --------------------------------- | ----- | ----------------- |
| - سواريز 32' (ركل.) - خيمينيز 65' | تقرير | - مييوشي 25'، 59' |

| الإكوادور               | 1–2   | تشيلي                        |
| ----------------------- | ----- | ---------------------------- |
| - إ. فالنسيا 26' (ركل.) | تقرير | - فوينزاليدا 8' - سانشيز 51' |

| تشيلي | 0–1   | الأوروغواي   |
| ----- | ----- | ------------ |
|       | تقرير | - كافاني 82' |

| الإكوادور  | 1–1   | اليابان        |
| ---------- | ----- | -------------- |
| - مينا 35' | تقرير | - ناكاجيما 15' |

### ترتيب فرق المركز الثالث
| م | مج | الفريق   | لعب | ف | ت | خ | أ.له | أ.ع | أ.ف | نقاط | التأهل                      |
| - | -- | -------- | --- | - | - | - | ---- | --- | --- | ---- | --------------------------- |
| 1 | أ  | بيرو     | 3   | 1 | 1 | 1 | 3    | 6   | −3  | 4    | تقدم إلى مرحلة خروج المغلوب |
| 2 | ب  | باراغواي | 3   | 0 | 2 | 1 | 3    | 4   | −1  | 2    | تقدم إلى مرحلة خروج المغلوب |
| 3 | ج  | اليابان  | 3   | 0 | 2 | 1 | 3    | 7   | −4  | 2    |                             |

## مرحلة خروج المغلوب
في مرحلة خروج المغلوب، إذا كانت المباراة متعادلة بعد 90 دقيقة:
- في الدور ربع النهائي، لا يتم لعب الوقت الإضافي، ويتم حسم المباراة من خلال ركلات الجزاء الترجيحية.[23]
- في الدور نصف النهائي، مباراة المركز الثالث والنهائي، يتم لعب وقت إضافي، حيث سيتم السماح بتبديل رابع لكل فريق. إذا كانت لا تزال متعادلة بعد وقت إضافي، يتم حسم المباراة من قبل ركلات الجزاء الترجيحية.[23]

### القوس
|  | ربع النهائي                       | ربع النهائي            |                                  |       | نصف النهائي          | نصف النهائي          |  |  | النهائي | النهائي |
|  |                                   |                        |                                  |       |                      |                      |  |  |         |         |
|  | 27 يونيو – بورتو أليغري           |                        |                                  |       |                      |                      |  |  |         |         |
|  |                                   |                        |                                  |       |                      |                      |  |  |         |         |
|  | البرازيل (ج.)                     | 0 (4)                  |                                  |       |                      |                      |  |  |         |         |
|  | البرازيل (ج.)                     | 0 (4)                  | 2 يوليو – بيلو هوريزونتي         |       |                      |                      |  |  |         |         |
|  | باراغواي                          | 0 (3)                  |                                  |       |                      |                      |  |  |         |         |
|  | باراغواي                          | 0 (3)                  | البرازيل                         | 2     |                      |                      |  |  |         |         |
|  | 28 يونيو – ريو دي جانيرو          |                        | البرازيل                         | 2     |                      |                      |  |  |         |         |
|  |                                   | الأرجنتين              | 0                                |       |                      |                      |  |  |         |         |
|  | فنزويلا                           | الأرجنتين              | 0                                | 0     |                      |                      |  |  |         |         |
|  | فنزويلا                           |                        | 7 يوليو – ريو دي جانيرو          | 0     |                      |                      |  |  |         |         |
|  | الأرجنتين                         | 2                      |                                  |       |                      |                      |  |  |         |         |
|  | الأرجنتين                         | 2                      | البرازيل                         | 3     |                      |                      |  |  |         |         |
|  | 28 يونيو – ساو باولو (كورينثيانز) |                        | البرازيل                         | 3     |                      |                      |  |  |         |         |
|  |                                   | بيرو                   | 1                                |       |                      |                      |  |  |         |         |
|  | كولومبيا                          | بيرو                   | 1                                | 0 (4) |                      |                      |  |  |         |         |
|  | كولومبيا                          | 3 يوليو – بورتو أليغري |                                  | 0 (4) |                      |                      |  |  |         |         |
|  | تشيلي (ج.)                        | 0 (5)                  |                                  |       |                      |                      |  |  |         |         |
|  | تشيلي (ج.)                        | 0 (5)                  | تشيلي                            | 0     |                      |                      |  |  |         |         |
|  | 29 يونيو – سالفادور               |                        | تشيلي                            | 0     |                      |                      |  |  |         |         |
|  |                                   | بيرو                   | 3                                |       | مباراة المركز الثالث | مباراة المركز الثالث |  |  |         |         |
|  | الأوروغواي                        | بيرو                   | 3                                | 0 (4) | مباراة المركز الثالث | مباراة المركز الثالث |  |  |         |         |
|  | الأوروغواي                        |                        | 6 يوليو – ساو باولو (كورينثيانز) | 0 (4) |                      |                      |  |  |         |         |
|  | بيرو (ج.)                         | 0 (5)                  |                                  |       |                      |                      |  |  |         |         |
|  | بيرو (ج.)                         | 0 (5)                  | الأرجنتين                        | 2     |                      |                      |  |  |         |         |
|  |                                   |                        |                                  |       |                      |                      |  |  |         |         |
|  | تشيلي                             | 1                      |                                  |       |                      |                      |  |  |         |         |
|  | تشيلي                             | 1                      |                                  |       |                      |                      |  |  |         |         |

### ربع النهائي
| البرازيل                                                 | 0–0   | باراغواي                                         |
| -------------------------------------------------------- | ----- | ------------------------------------------------ |
|                                                          | تقرير |                                                  |
| ركلات الترجيح                                            |       |                                                  |
| - ويليان - ماركينيوس - كوتينيو - فيرمينو - غابرييل جيسوس | 4–3   | - غوميز - ألميرون - فالديز - ر. روخاس - غونزاليز |

| فنزويلا | 0–2   | الأرجنتين                     |
| ------- | ----- | ----------------------------- |
|         | تقرير | - مارتينيز 10' - لو سيلسو 74' |

| كولومبيا                                        | 0–0   | تشيلي                                         |
| ----------------------------------------------- | ----- | --------------------------------------------- |
|                                                 | تقرير |                                               |
| ركلات الترجيح                                   |       |                                               |
| - رودريغيز - كاردونا - كوادرادو - مينا - تيسيلو | 4–5   | - فيدال - فارغاس - بولغار - أرانغويز - سانشيز |

| الأوروغواي                                     | 0–0   | بيرو                                            |
| ---------------------------------------------- | ----- | ----------------------------------------------- |
|                                                | تقرير |                                                 |
| ركلات الترجيح                                  |       |                                                 |
| - سواريز - كافاني - ستواني - بنتانكور - توريرا | 4–5   | - غيريرو - رويدياز - يوتون - أدفينكولا - فلوريس |

### نصف النهائي
| البرازيل                          | 2–0   | الأرجنتين |
| --------------------------------- | ----- | --------- |
| - غابرييل جيسوس 19' - فيرمينو 71' | تقرير |           |

| تشيلي | 0–3   | بيرو                                    |
| ----- | ----- | --------------------------------------- |
|       | تقرير | - فلوريس 21' - يوتون 38' - غيريرو 90+1' |

### مباراة المركز الثالث
| الأرجنتين                 | 2–1   | تشيلي              |
| ------------------------- | ----- | ------------------ |
| - أغويرو 12' - ديبالا 22' | تقرير | - فيدال 59' (ركل.) |

### النهائي
| البرازيل                                                     | 3–1   | بيرو                |
| ------------------------------------------------------------ | ----- | ------------------- |
| - إيفرتون 15' - غابرييل جيسوس 45+3' - ريتشارليسون 90' (ركل.) | تقرير | - غيريرو 44' (ركل.) |

## الإحصاءات

### الهدافون
عدد الأهداف المُسجلة  60 هدفًا  في 26 مباراة، بمتوسط 2.31 هدفًا في المباراة الواحدة.
3 أهداف
- إيفرتون
- باولو غيريرو

هدفان
- لويس سواريز
- إدينسون كافاني
- سيرخيو أغويرو
- لاوتارو مارتينيز
- روبرتو فيرمينو
- غابرييل جيسوس
- فيليبي كوتينيو
- كوجي مييوشي
- أليكسيس سانشيز
- إدواردو فارغاس
- إديسون فلوريس
- داروين ماتشيس
- دوفان زاباتا

هدف
- خوسيه خيمينيز
- نيكولاس لوديرو
- باولو ديبالا
- جيوفاني لو سيلسو
- ليونيل ميسي
- إينر فالنسيا
- أنخيل مينا
- داني ألفيس
- ريتشارليسون
- كاسيميرو
- ويليان
- شويا ناكاجيما
- ديرليس غونزاليز
- أوسكار كاردوزو
- ريتشارد سانشيز
- ليونيل خوستينيانو
- مارسيلو مارتينز
- جيفرسون فارفان
- يوشيمار يوتون
- إريك بولغار
- خوسيه بيدرو فوينزاليدا
- أرتورو فيدال
- المعز علي
- جوزيف مارتينيز
- روجر مارتينيز
- غوستافو كوييار

هدف ذاتي
- أرتورو مينا (ضد أوروغواي)
- رودريغو روخاس (ضد قطر)

## التميمة

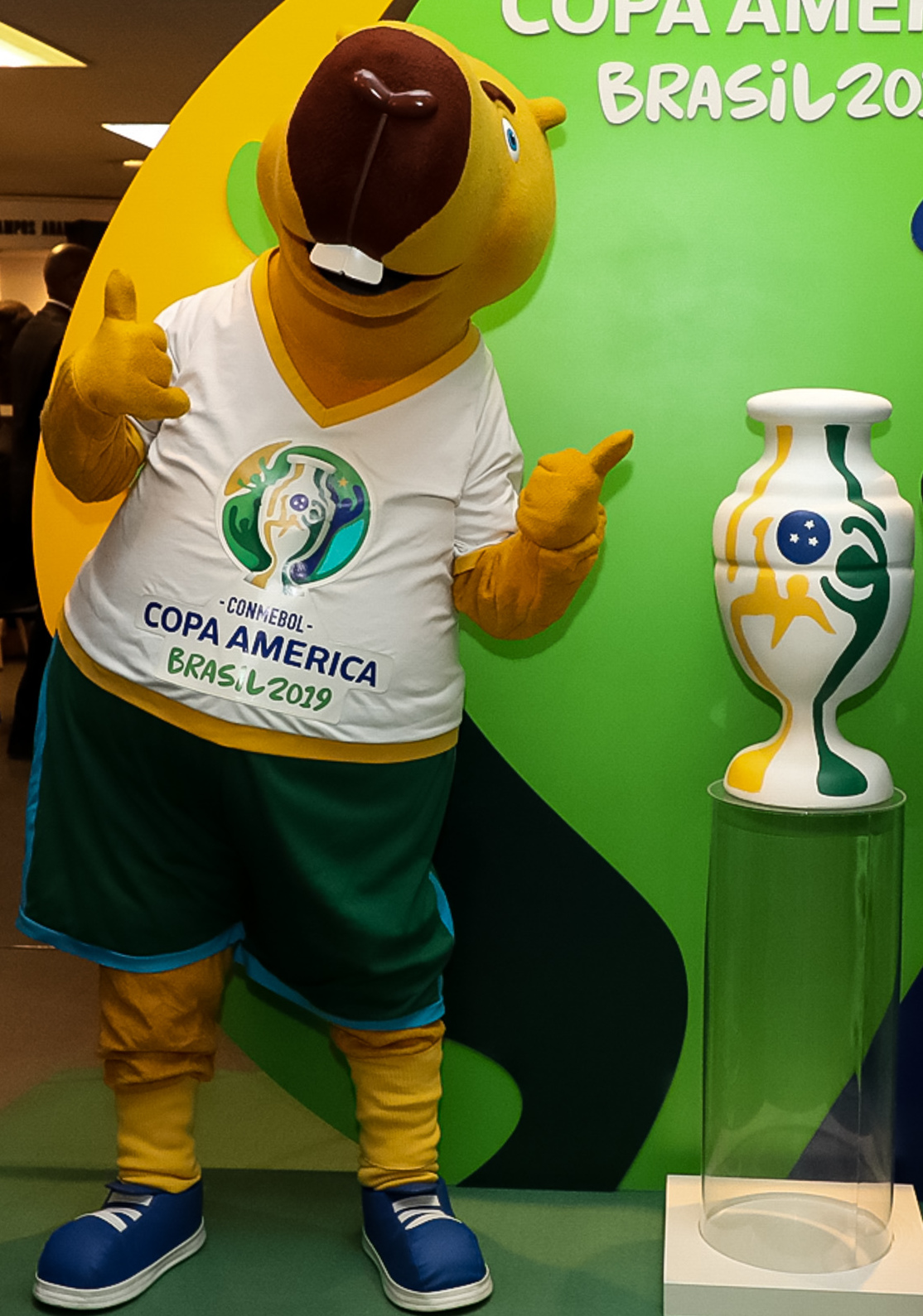
تميمة البطولة زيزيتو

التميمة للبطولة هي زيزيتو، خنزير الماء الذي يثني اسمه على زيزينيو، لاعب كرة القدم البرازيلي الذي يشارك الرقم القياسي في تسجيل الأهداف في كوبا أمريكا (17 هدفاً مع الأرجنتيني نوربرتو دورتيو مينديز).

## حقوق البث
قنوات BEIN SPORTS في الشرق الأوسط وشمال إفريقيا.

## وصلات خارجية
- Copa América Brasil 2019, CONMEBOL.com